# Ripukkajärvi (Jukkasjärvi socken, Lappland)
Ripukkajärvi är en sjö i Kiruna kommun i Lappland och ingår i Kalixälvens huvudavrinningsområde. Sjön har en area på 0,137 kvadratkilometer och ligger 354,5 meter över havet.

## Delavrinningsområde
Ripukkajärvi ingår i det delavrinningsområde (750106-173786) som SMHI kallar för Utloppet av Sattajärvi. Medelhöjden är 364 meter över havet och ytan är 5,17 kvadratkilometer. Det finns inga avrinningsområden uppströms utan avrinningsområdet är högsta punkten. Vattendraget som avvattnar avrinningsområdet har biflödesordning 3, vilket innebär att vattnet flödar genom totalt 3 vattendrag innan det når havet efter 264 kilometer. Avrinningsområdet består mestadels av skog (55 procent) och sankmarker (18 procent). Avrinningsområdet har 1,39 kvadratkilometer vattenytor vilket ger det en sjöprocent på 26,9 procent.